# Ryoma Tanaka
Pour les articles homonymes, voir Tanaka.
Ryōma Tanaka (田中 龍馬, Tanaka Ryōma), né le 28 décembre 2001, est un judoka japonais qui évolue dans la catégorie des moins de 66 kg.

## Biographie
Tanaka remporte le titre national japonais en avril 2021, battant Taikoh Fujisaka en finale. En octobre 2021, Tanaka prend sa revanche lors de la finale du tournoi du Grand Slam à Paris où cette fois-ci Tanaka remporte l'or.
Aux Jeux asiatiques de Hangzhou en septembre 2023, Tanaka bat le Sud-Coréen An Baul en demi-finale puis le Mongol Yondonperenlei Basjuu en finale ; il fait également partie de l'équipe qui est vainqueur sur l'épreuve mixte. En mai 2024 aux Championnats du monde d'Abou Dhabi, il s'impose en quarts de finale contre An Baul et en demi-finale contre l'Italien Mateo Piras. En finale, deux Japonais, Ryōma Tanaka et Takeshi Takeoka s'affronte et le titre revient à Tanaka.

## Palmarès

### Palmarès international
| Année | Compétition           | Lieu         | Résultat | Catégorie         |
| ----- | --------------------- | ------------ | -------- | ----------------- |
| 2022  | Championnats d'Asie   | Nour-Soultan | 2e       | Moins de 66 kg    |
| 2023  | Jeux asiatiques       | Hangzhou     | 1er      | Moins de 66 kg    |
| 2023  | Jeux asiatiques       | Hangzhou     | 1er      | Par équipes mixte |
| 2024  | Championnats du monde | Abou Dabi    | 1er      | Moins de 66 kg    |